# The Altar and the Door Live
| Críticas profissionais | Críticas profissionais |
| Avaliações da crítica  | Avaliações da crítica  |
| Fonte                  | Avaliação              |
| ---------------------- | ---------------------- |
| allmusic               | link                   |
| Jesus Freak Hideout    | link                   |

The Altar and the Door Live é o terceiro álbum ao vivo da banda Casting Crowns, lançado em 19 de agosto de 2008.
Em 2009, o álbum foi nomeado para os Dove Awards na categoria "Long Form Music Video of the Year".

## Faixas
Disco 1 (CD)
1. "All Because of Jesus"	— 4:10
2. "Praise You with the Dance" — 3:02
3. "Love Them Like Jesus"	— 3:41
4. "Every Man" — 4:47
5. "The World Is Alive" — 5:00
6. "Somehere in the Middle" — 5:00
7. "East to West"	— 4:28
8. "What This World Needs" — 7:56

Disco 2 (DVD)
1. "All Because of Jesus"
2. "Praise You with the Dance"
3. "Love Them Like Jesus"
4. "Every Man"
5. "The World Is Alive"
6. "Somehere in the Middle"
7. "East to West"
8. "What This World Needs"
9. "Slow Fade"
10. "The Alter and the Door"
11. "East to West"
12. "Every Man"
13. "Slow Fade"

## Desempenho nas paradas musicais
| Parada musical (2006)                 | Posição |
| ------------------------------------- | ------- |
| Estados Unidos - Top Christian Albums | 6       |
| Estados Unidos - Billboard 200        | 114     |